# Władysław Filipowiak

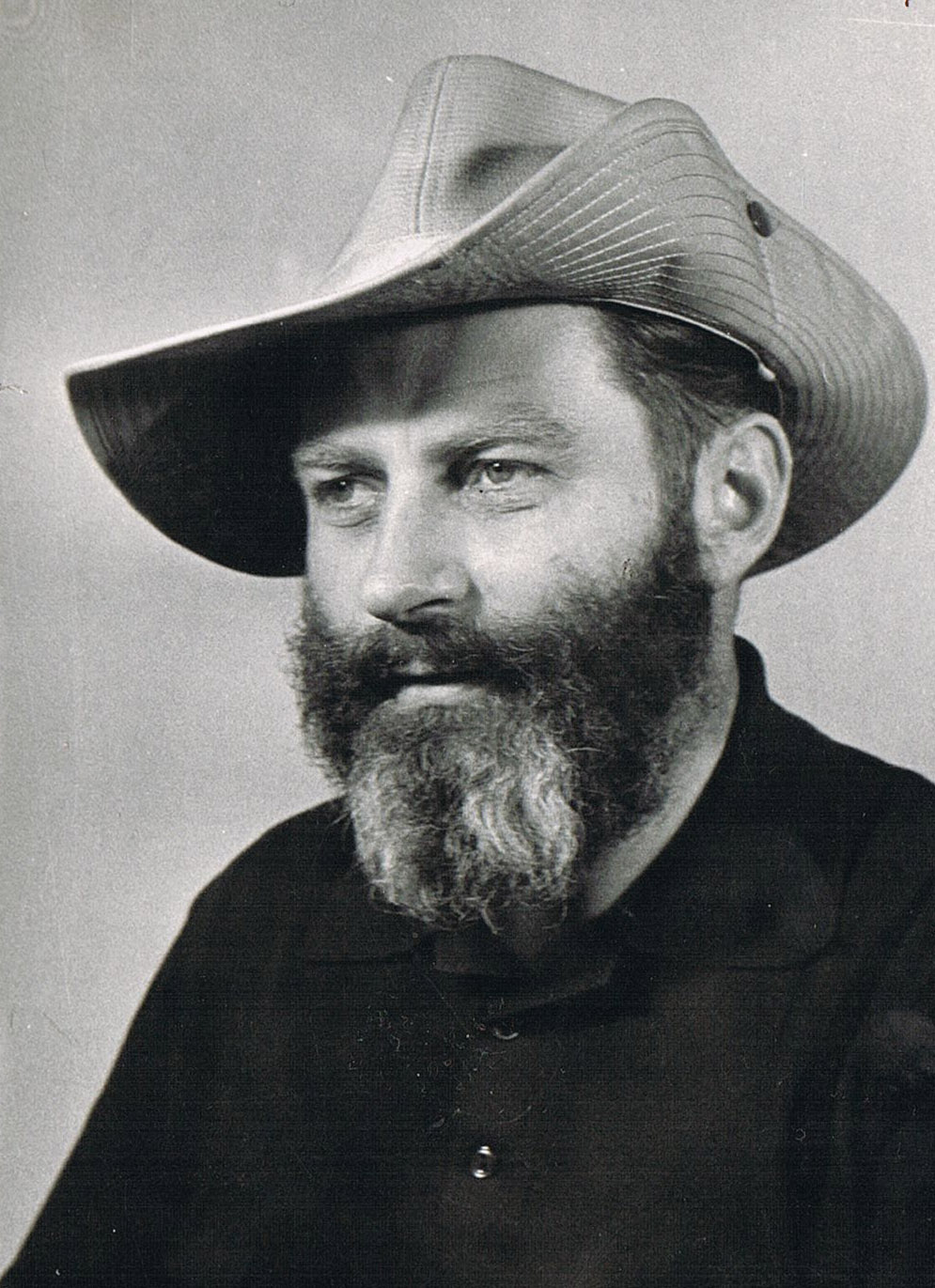
Władysław Filipowiak – polnischer Archäologe und Prähistoriker

Władysław Filipowiak (* 29. April 1926 in Kaczyce bei Cieszyn; † 31. März 2014 in Stettin) war ein polnischer Archäologe und Prähistoriker. Er war von 1955 bis 2000 Direktor des Westpommerschen Museums bzw. Nationalmuseums Stettin.

## Leben
Während des Zweiten Weltkriegs musste Władysław Filipowiak in Bergwerken arbeiten und war im Widerstand gegen die deutsche Besatzung aktiv. Nach dem Krieg studierte er Wirtschaftswissenschaften an der Handelsakademie in Stettin. Während dieser Zeit nahm er als Student an den Ausgrabungen des zerstörten Stettiner Schlosses teil, wodurch sein Interesse für Geschichte geweckt wurde. Er studierte an der Adam-Mickiewicz-Universität Posen bei Józef Kostrzewski Frühgeschichte und arbeitete zeitweilig am Archäologischen Museum in Posen. Unter dem Einfluss von Witold Hensel widmete er sich besonders den frühmittelalterlichen Slawen.
Im Auftrag des Ministeriums für Kultur und Kunst begann Władysław Filipowiak 1952 mit Ausgrabungen in Wolin, dabei knüpfte er an die Arbeiten des deutschen Prähistorikers Otto Kunkel an. Im folgenden Jahr wurde er zum Magister promoviert. Von 1953 bis 1955 war er Konservator der archäologischen Stätten der Woiwodschaften Posen, Stettin und Zielona Góra. Er wurde 1955 zum Direktor des Westpommerschen Museums in Stettin ernannt. Dieses erlangte 1970 den Status eines Nationalmuseums. Dabei bezog er auch das deutsche Kulturerbe Pommerns mit ein. In den 1960er Jahren gelang ihm die Rückführung von Beutekunst aus der Sowjetunion. Er war Mitglied des International Council of Museums. Das Nationalmuseum Stettin leitete er bis Ende des Jahres 2000.
Als Leiter der Archäologischen Station des Instytut Historii Kultury Materialnej Polskiej Akademii Nauk (IHKM PAN; Institut für Geschichte der materiellen Kultur der Polnischen Akademie der Wissenschaften) in Wolin erweiterte er die Ausgrabungen unter anderem auf das Gebiet des slawischen Stammes der Wolliner. Durch die Ausgrabung von Zeugnissen mehrerer Hafenanlagen, den Resten einer Handwerkersiedlung und mehrerer Gräberfelder konnte er nachweisen, dass Wolin (Wollin, Jumne usw.) ein bedeutender Handelsplatz im Ostseeraum war. Seitdem gilt er in der Öffentlichkeit mit als Entdecker Vinetas.
Władysław Filipowiak leitete drei Expeditionen nach Mali und Ghana in Westafrika, die der Erforschung der Frühgeschichte der Völker der südlichen Sahara und insbesondere des Malireichs dienten. Die Ergebnisse der Forschungsreisen kamen der afrikanischen Abteilung des Nationalmuseums in Stettin zugute.
Von ihm ist bekannt, dass er sich bei polnischen Historikern und Politikern dafür einsetzte, dass die deutsche Vorgeschichte Pommerns und anderer jetzt polnischer Gebiete nicht negiert wird. Zusammen mit den deutschen Kollegen aus Greifswald, Stralsund und Schwerin setzte er sich erfolgreich für den Austausch von Fundartefakten und auch Dokumentationen zwischen Vor- und Hinterpommern ein, die bislang schrittweise realisiert wird. Damit werden sie dem jeweiligen Herkunftsgebiet zugeordnet, was durch die Kriegseinwirkungen und die nachfolgende Trennung z. B. Pommerns auseinandergerissen wurde.
Zu den Auszeichnungen und Ehrungen, die Władysław Filipowiak erhielt, gehörte seit 2009 der deutsch-polnische Preis Pomerania Nostra.

## Schriften (Auswahl)
- Cedynia w czasach Mieszka I. Komitet Wojewódzki w Szczecinie, Stettin 1959.
- Kamień wczesnodziejowy. Państwowe Wydawnictwo Naukowe, Stettin 1959.
- Wolinianie. Studium osadnicze. Band 1: Materiały (= Szczecińskie Towarzystwo Naukowe. Wydział Nauk Społecznych. 4). Państwowe Wydawnictwo Naukowe, Stettin 1962.
- Wolin – Vineta. Wykopaliska zatopionego miasta. = Ausgrabungen in einer versunkenen Stadt. Kulturhistorisches Museum Rostock, Rostock 1986.
- Wolin – Jomsborg. En Vikingetids-Handelsby i Polen. Museums Forlag, Roskilde 1991, ISBN 87-88563-16-2.
- Wolin Vineta. Die tatsächliche Legende vom Untergang und Aufstieg der Stadt. Hinstorff, Rostock 1992, ISBN 3-356-00447-6.